# Naacal
Naacal ist der Name eines Volkes bzw. einer Kultur und deren Sprache, die nach Augustus Le Plongeon (1825–1908) und später auch James Churchward (1851–1936)  auf einem untergegangenen Kontinent namens Mu existiert haben sollen. Nach Le Plongeon lag dieser Kontinent im Atlantik, nach Churchward im Pazifik, zwischen Asien und Amerika. Weder derartige Kontinente, noch Volk, Sprache oder Kultur der Naacal sind archäologisch oder anderweitig wissenschaftlich belegt, sie wurden aber in verschiedenen fiktionalen und parawissenschaftlichen Werken verwendet.

## Augustus Le Plongeons (1896)
Zum ersten Mal erwähnt wurde der Begriff Naacal 1896 in Le Plongeons Werk Queen Moo and the Egyptian Sphinx. Hier heißt es auf den Seiten xxiii - xxiv des Vorwortes:

„Perhaps also will be felt the necessity of recovering the libraries of the Maya sages (hidden about the beginning of the Christian era to save them from destruction at the hands of the devastating hordes that invaded their country in those times), and to learn from their contents the wisdom of those ancient philosophers, of which that preserved in the books of the Brahmins is but the reflection. That wisdom was no doubt brought to India, and from there carried to Babylon and Egypt in very remote ages by those Maya adepts (Naacal - "the exalted"), who, starting from the land of their birth as missionaries of religion and civilization, went to Burmah, where they became known as Nagas, established themselves in the Dekkan, whence they carried their civilizing work all over the earth.“

Le Plongeon zufolge waren die Naacal die Missionare der Religion und Kultur der Maya. Er war der Ansicht, dass die Kultur von Zentralamerika ausging, was sich nicht mit der Meinung von Churchward deckt.

## James Churchward (1926)
1926 kam James Churchwards in seinem Buch The Lost Continent of Mu, Motherland of Man auf das Volk und die Kultur der Naacal zu sprechen. Ihm zufolge kamen sie vom verlorenen Kontinent Mu, ebenso wie ihre Sprache, die er ebenfalls als Naacal bezeichnete.
Nach Churchward maß die Population der Naacal zeitweise bis zu 64 Millionen. Ihre Kultur soll vor etwa 50.000 Jahren ihren Höhepunkt erreicht haben und technologisch fortgeschrittener gewesen sein als Churchwards eigene Zeit (Ende des 19., Anfang des 20. Jahrhunderts). Die alten Zivilisationen von Indien, Babylon, Persien, Ägypten und den Maya seien lediglich zerfallende Überreste von Naacal-Kolonien.
Er behauptete auch, dass der Ägyptische Sonnengott Ra von den Naacal stamme. Er gab an, dass „Rah“ das Naacal-Wort für „Sonne“, ihren Gott und ihre Herrscher sei.

### Die Naacal-Tafeln
Churchward behauptete sein Wissen über die Naacal erhalten zu haben,  nachdem er sich mit einem alten indischen Priester anfreundete, der ihm beibrachte die tote Sprache der Naacal zu lesen, die nur noch von drei Personen in Indien gesprochen würde. Der Priester weihte ihn in die Existenz einiger alter Schrifttafeln ein, die in Naacal geschrieben waren, die er sich mit einiger Überredungskunst ansehen durfte. Da die Tafeln jedoch nur Fragmente einer viel größeren Sammlung an Texten waren, blieb Churchwards Wissen über die Naacal unvollständig, aber er gab an, in anderen alten Tafeln Bestätigungen und weitere Informationen gefunden zu haben.

## Baird T. Spalding (1927)
Im 2. Band von The Life and Teaching of the Masters of the Far East, der 1927 erschien, trifft der Schriftsteller Baird T. Spalding (1857–1953) folgende Aussage zu den Naacal:
"The teachings that Buddha received came from the same source as did those of Osiris but in a different way. The teachings that Buddha contacted came from the Motherland direct to Burma, brought there by the Naacals. Osiris' teachings came direct to him, as his forefathers lived in the Motherland and when he was a young man he had gone to the Motherland to study."
Nach Spaldings Biograph David Bruton sind diese Bücher „magische Autobiografien“ und damit fehlen materielle Beweise für ihre Richtigkeit.

## Moderne Fiktion
- In H. P. Lovecrafts Geschichte "Through the Gates of the Silver Key" (dt. Durch die Tore des Silberschlüssels) wird erwähnt, dass der Okkultist Harley Warren ein Experte der Naacal-Sprache sein soll.
- In der Anime-Serie RahXephon wird die Figur Ernst Von Bähbem, ein Mulianer, manchmal als "Bruder von Naacal" bezeichnet und gründete die Naacal Company, die später zur Bähbem Foundation wurde.
- In einigen von Andre Nortons Romanen sind zwei der Hauptcharaktere Nacaal. Sie bezeichnet Draupadi aus dem  Mahabharata und den Hindu-Gott Ganesha als Überlebende der Nacaal, die den Menschen zur Seite stehen. Sie beschreibt zwei feindliche Fraktionen unter den Naacal, deren Ziele und Mittel sehr verschieden sind. Bei ihr kommen die Naacal ursprünglich von Inseln tief im asiatischen Meer, die später untergingen.
- In "The Dweller in the Tomb" beschreibt Lin Carter gravierte Stücke schwarzer Jade, die als Zanthu-Tafeln (engl. Zanthu Tablets) bezeichnet werden und in Naacal geschrieben sind.